# Sunette Viljoen
Sunette Stella Viljoen (Johannesburgo, 6 de octubre de 1983) es una atleta sudafricana de lanzamiento de jabalina. En su carrera deportiva ostenta una medalla de plata en Juegos Olímpicos, evento al que ha asistido en cuatro ocasiones; así como dos medallas de bronce en campeonatos mundiales, y dos medallas de oro en los Juegos de la Mancomunidad. Ostenta además cuatro títulos en campeonatos africanos.

## Trayectoria
Viljoen se inició a la edad de 16 años en la especialidad del lanzamiento de jabalina. En el 2002, después de tener un paso por el cricket y mientras estudiaba en la Universidad del Noroeste, empezó a entrenar bajo la dirección de Terseus Liebenberg, y ya en el 2003 participaba en el campeonato mundial donde registró una marca de 56,78 m. En los años siguientes realizó participaciones en los Juegos Olímpicos del 2004 y 2008, y nuevamente en el campeonato mundial de Berlín del 2009, en las que no pasaba de las rondas preliminares. Este último año, en Belgrado,  sobrepasó por primera vez la marca sudafricana de 63,49 m con un lanzamiento de 65,43 m.
De hecho, sus mejores resultados provenían de eventos regionales como en los Juegos Panafricanos (tercer puesto en 2003 y 2007), y campeonatos africanos de atletismo en los que llegó a ganar el primer puesto en el 2004 y 2008, y segundo lugar el 2006. Precisamente fue en esta temporada cuando logró conquistar la medalla de oro en los Juegos de la Mancomunidad con una marca de 60,72 m. Un suceso anormal en su carrera fue la acusación de dopaje en el 2005 al haberse comprobado una alta concentración de hormonas en su organismo, pero se descubrió que se debía a un estado de embarazo.
El 2010 Viljoen ganó el segundo puesto de la especialidad para el equipo africano en la Copa Continental, y nuevamente volvió a triunfar en el campeonato africano, pero lo que más resaltó fue la defensa del título de los Juegos de la Mancomunidad al lograr un tiro de 62,34 m, una nueva marca del certamen.
El 2011 se presentó a su tercer campeonato mundial. En Daegu, donde tuvo lugar el evento, realizó el mejor desempeño en su carrera hasta ese momento cuando registró un lanzamiento de 68,38 m, válido para la medalla de bronce, logrando así la primera medalla para Sudáfrica en rama femenina en dicha especialidad. Ese triunfo coincidió con una mayor dedicación en sus entrenamientos.
En los dos años siguientes, se presentó a los Juegos Olímpicos de Londres 2012 donde llegó con la mejor marca de la temporada (69,35 m) pero rozó el podio al ubicarse en el cuarto puesto con una marca de 64,53 m; por otro lado, en la Liga de Diamante se adjudicó el segundo puesto de la tabla general al acumular 11 puntos, con una victoria en Nueva York en la que además alcanzó la mejor marca de su carrera con 69,35 m. Para el 2013 se presentó en Moscú para el campeonato mundial en el que se ubicó sexta en la ronda final con un tiro de 63,58 m. 
Para la temporada del 2014, acudió a los Juegos de la Mancomunidad, pero debió conformarse con la medalla de plata con una marca de 63,19 m, por lo que no pudo hacerse con su tercer triunfo consecutivo en dicho evento. Pese a todo, en el campeonato africano sí pudo colgarse por cuarta vez la medalla dorada, mientras que en la Copa Continental de Marrakech se alzó nuevamente con el segundo puesto.
En el 2015 asistió por quinta vez al campeonato del mundo, realizado en Pekín. Al evento llegó con la mejor marca del año de 66,62 m impuesta en marzo, y pudo hacerse nuevamente de la medalla de bronce con un lanzamiento de 65,79 m.
Viljoen se adjudicó dos triunfos en la Liga de Diamante 2016, antes de su cuarta presentación en Juegos Olímpicos. En este evento clasificó a la final y lanzó la jabalina a 64,92 m en su primer turno que la mantuvo en el primer lugar a lo largo de la competencia, pero en la última ronda la joven croata Sara Kolak le arrebató la medalla dorada al registrar un tiro de 66,18 m. Pese a todo, la medalla de plata representó su primera presea olímpica tanto para ella misma como para Sudáfrica en la especialidad. Así lo expresó con sus propias palabras: «regresar a los Juegos y ganar la medalla de plata significa mucho para mí...sobre todo es muy valiosa para mi país».
El 2017 no pudo asistir al campeonato mundial de Londres debido a una lesión. De vuelta a los certámenes deportivos, en abril del año siguiente asistió a sus cuartos Juegos de la Mancomunidad, los cuales se realizaron en Gold Coast, y se colgó la medalla de bronce con un tiro de 62,08 m. También en los Juegos Panafricanos de Rabat de 2019 fue tercera con un registro de 53,44 m, mientras que en el mundial de Doha del mismo año no logró pasar de la ronda de clasificación.

## Marcas personales
| Prueba                  | Marca   | Lugar            | Fecha      |
| ----------------------- | ------- | ---------------- | ---------- |
| Lanzamiento de jabalina | 69,35 m | Nueva York (USA) | 09/06/2012 |